# 深川和仁
深川 和仁（ふかがわ かずひと、1981年10月16日 - ）は、香川県出身の競艇選手。登録番号4220。身長164cm。血液型A型。92期。香川支部所属。同期に安達裕樹、毒島誠、土屋千明らがいる。

## 来歴
- やまと競艇学校時代、リーグ戦勝率6.18（準優出3　優出1）の成績を残した。
- 2003年5月21日、丸亀競艇場でデビュー（フライング失格）。
- 2003年9月16日、丸亀競艇場での一般競走最終日1Rで初勝利（38走目）。
- 2010年2月6日、丸亀競艇場での「G1第53回四国地区選手権競走」にG1初出場。11日、最終日6RでG1初勝利[1]。